# マツバラン属
マツバラン属 Psilotum Sw. はシダ植物の1群。地上部、地下部共にほぼ枝分かれした茎のみから構成されている。

## 特徴
着生植物の常緑多年生の草本。地下茎は二叉分枝し、内部に菌糸を含んでいる細胞の層がある。根は出さない。地上茎は断面が円柱状か扁平になっており、叉状分枝を繰り返す。扁平な葉はなく、茎表面から突き出した鱗片状の突起はあるが、これには維管束は入っていない。胞子形成は胞子嚢群が3つ合着した単体胞子嚢群の形を取り、茎の上部の側面につく。配偶体は地中性で塊状をしており、葉緑体はなく、内部に菌糸を含む。

## 種と分布
2種のみがあり、共に世界の熱帯から亜熱帯にかけて広く分布する。何れも着生、あるいは岩の隙間に生育するが、基盤に付着するのではなく、隙間にたまった腐植や他の着生植物の根もと、木生シダの幹表面の柔らかい部分などに地下茎を這わせるものである。

## 分類
この群はその特異な形態からかつては地上に最初に出現したシダ植物との系統関係などが論じられた。それらについてはマツバラン目の項を参照されたい。現在では本属はハナヤスリ類に近縁との判断でイヌナンカクラン属と共にマツバラン科に纏める扱いが普通であるが、単独でマツバラン科を認める説もある。
マツバラン属には以下の2種を認めるが、他にも学名のついた型が複数あり、それらはさらなる研究を要する、とされている。
- Psilotum マツバラン属
  - P. nudum マツバラン
  - P. complanatum ソウメンシダ

この2種共に世界の熱帯域に広く分布するが、日本にはマツバランのみが自生する。ソウメンシダはマツバランより茎が細くて柔らかくて垂れ下がり、断面が扁平で分枝が同一平面上になる。

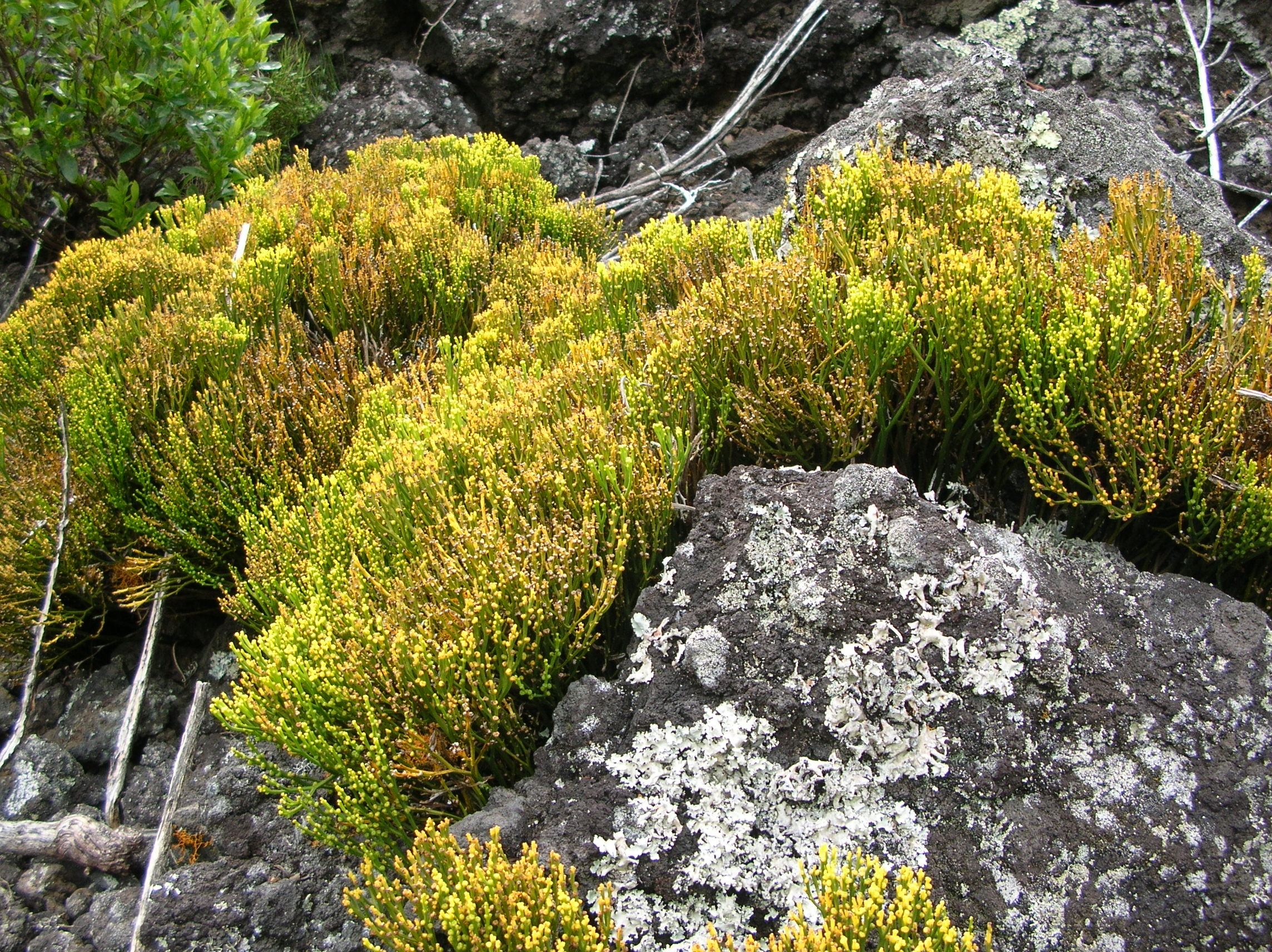
マツバラン
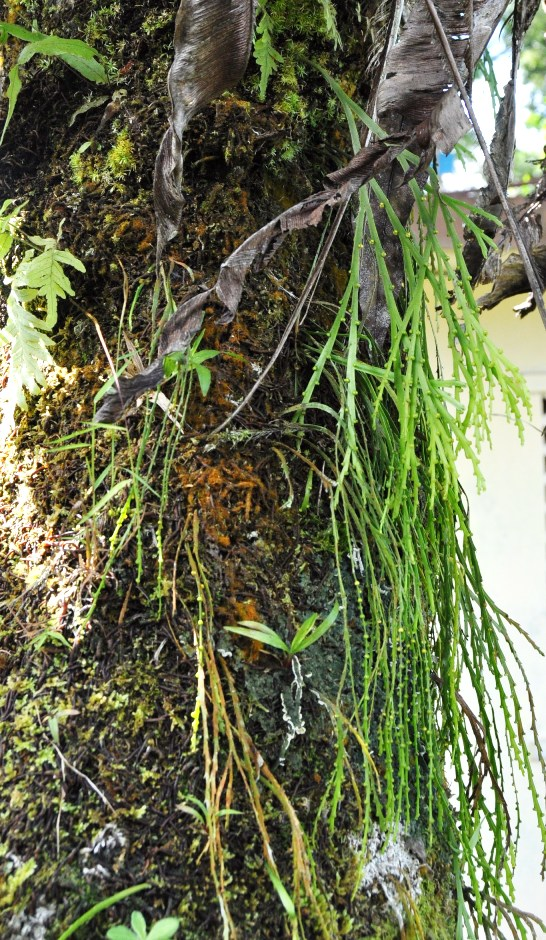
ソウメンシダ